# خانه سرهنگ احمدی
خانه سرهنگ احمدی مربوط به دوره قاجار است و در ندوشن، محله قلعه واقع شده و این اثر در تاریخ ۲۲ مرداد ۱۳۸۴ با شمارهٔ ثبت ۱۳۰۲۴ به‌عنوان یکی از آثار ملی ایران به ثبت رسیده است.